# Mursia microspina
Mursia microspina is een krabbensoort uit de familie van de Calappidae. De wetenschappelijke naam van de soort is voor het eerst geldig gepubliceerd in 1989 door Davie & Short.